# Unione Sportiva Avellino 1972-1973
Questa voce raccoglie le informazioni riguardanti l'Unione Sportiva Avellino nelle competizioni ufficiali della stagione 1972-1973.

## Stagione
Ottiene la prima promozione in Serie B della sua storia, con il primo posto a 62 punti, frutto di 28 vittorie, 6 pareggi e 4 sconfitte. Raggiunge inoltre la finale nella prima edizione della Coppa Italia Semiprofessionisti, perdendo del Flaminio di Roma per 4-2 contro l'Alessandria dopo i tempi supplementari.

## Rosa
| N. |                   | Ruolo | Calciatore          |
| -- | ----------------- | ----- | ------------------- |
|    | Italia (bandiera) | P     | Carlo De Amicis     |
|    | Italia (bandiera) | P     | Spinello Ducci      |
|    | Italia (bandiera) | P     | Ferdinando Miniussi |
|    | Italia (bandiera) | P     | Marcello Violo      |
|    | Italia (bandiera) | D     | Corrado Albicocco   |
|    | Italia (bandiera) | D     | Ezio Cattaneo       |
|    | Italia (bandiera) | D     | Stefano Codraro     |
|    | Italia (bandiera) | D     | Raffaele Genovese   |
|    | Italia (bandiera) | D     | Emilio Monaldi      |
|    | Italia (bandiera) | D     | Bruno Piaser        |
|    | Italia (bandiera) | D     | Giovanni Piccinini  |
|    | Italia (bandiera) | C     | Angelo Caocci       |
|    | Italia (bandiera) | C     | Piero Fraccapani    |

| N. |                   | Ruolo | Calciatore                        |
| -- | ----------------- | ----- | --------------------------------- |
|    | Italia (bandiera) | C     | Bruno Nobili                      |
|    | Italia (bandiera) | C     | Giuseppe Palazzese                |
|    | Italia (bandiera) | C     | Enrico Pennati                    |
|    | Italia (bandiera) | C     | Giorgio Zoff                      |
|    | Italia (bandiera) | C     | Vincenzo Zucchini (vice capitano) |
|    | Italia (bandiera) | A     | Daniele Agostini                  |
|    | Italia (bandiera) | A     | Antonio Bongiorni                 |
|    | Italia (bandiera) | A     | Palmiro Faltoni                   |
|    | Italia (bandiera) | A     | Angelo Giugno                     |
|    | Italia (bandiera) | A     | Desiderio Marchesi                |
|    | Italia (bandiera) | A     | Mauro Pantani (capitano)          |
|    | Italia (bandiera) | A     | Massimo Santini                   |